# Sibo (Suède)
Pour les articles homonymes, voir Sibo.
Sibo est une localité de Suède dans la commune de Bollnäs située dans le comté de Gävleborg.
Sa population était de 266 habitants en 2019.